# Bürglstein (Salzburg)
Der Bürglstein ist ein dem Kapuzinerberg in südlicher Richtung vorgelagerter sehr kleiner Stadtberg bzw. ein Hügel in Salzburg. Vom Kapuzinerberg ist er durch die Arenbergstraße getrennt, geologisch gehört der Bürglstein mit zum Kapuzinerberg. Mit 451 m Höhe wird er vereinzelt auch als kleinster Stadtberg betrachtet. Auf dem heute mit Wald bewachsenen Hügel befinden sich noch Reste einer früheren Gartenanlage.

## Geschichte
Die ersten urkundlichen Erwähnungen des Hügels stammen von 1167 und 1193 in der Form „Pirgelin(e)“ sowie aus den Jahren 1230/38 verkürzt als „Pirgel“. Von 1432 ist die Form „Pirgla“ überliefert. Die Bezeichnung geht zurück auf das althochdeutsche Wort für Berg in seiner Verkleinerungsform (Endung -lin = -lein) als kleiner Berg. Der Zusatz -stein setzte sich im 15. Jahrhundert durch. Mit Stein wurden damals vor allem Felsen und Felsabhänge bezeichnet. Solche Felsabhänge führen in Salzburg vom Inneren Stein über den Äußeren Stein bis zum Bürglstein. Nächst dem kleinen Hügel bestand im 14. Jahrhundert ein kleines Haus gleichen Namens, das um 1600 als Schloss neu erbaut wurde. 1814 brannte dieses Schloss mit seinem Haupttrakt und danebenstehenden Gesindetrakt ab und wurde auf den erhaltenen Mauerteilen danach neu aufgebaut. Fürstin Sophie Arenberg ließ nach 1861 diese beiden Schlossteile durch die Anlage eines repräsentativen Mitteltraktes zusammenfügen. So entstand das nunmehrige Schloss Arenberg.
1791 kaufte der Kunstgärtner Josef Rosenegger von Erzbischof Graf Colloredo das Gebiet des Bürglsteins einschließlich des Schlosses Bürglstein (heute Schloss Arenberg). Sein Vater Johann Rosenegger hatte dort bereits eine kleine Gärtnerei mit Glashäusern betrieben, in denen er Trauben und Südfrüchte züchtete. Josef Rosenegger war in Hellbrunn zum Landschaftsgärtner ausgebildet worden und begann unmittelbar nach dem Kauf mit der Neugestaltung und Erweiterung einer Parkanlage. Er errichtete auch ein „Weinwirtshaus“, baute ein Museum für seine römischen Funde und legte Spazierwege an, die von Skulpturen und Ruheplätzen gesäumt waren. Der Bürglstein griff mit seinen steilen Abhängen in diesem Raum noch in das freie und breite Bett der nicht regulierten Salzach ein. Dort war auch ein idyllischer Landeplatz für die Boote an der Salzach angelegt. Sein kunstvoller „Lustgarten“ gehörte damals zum Pflichtprogramm jedes Salzburgreisenden. Friedrich von Spaur schreibt in einem Brief vom 1803:

„Roseneggers (...) vorzüglich auf dem Bürgelstein  angelegter Garten ist seines guten Obstes und Gemüses, und der botanischen Anlagen wegen merkwürdig [= merkenswert], die in jenem Bezirke der Kaufmann Ranftl für die Freunde ausländischer Pflanzen zur Benutzung emporbrachte. Reizend sind die schattigen Pfade, die sich auf dem Gipfel des, von den Fluthen der Salza  trozenden Vorgebürges, des Bürgelsteins, hinanschlängeln. Stets verweile ich gern auf dessen Rücken, in der dort erbauten Gloriette, und bey den mannigfaltigen Ansichten der Gegend, die sie darbietet. Dieser wonnigte  Platz ist eigens für muntre Gesellschaften geschaffen, die bey der Harmonie lieblicher Musik, oder bey einem frohen Soupe  die Plagen des Tages vergessen wollen.“

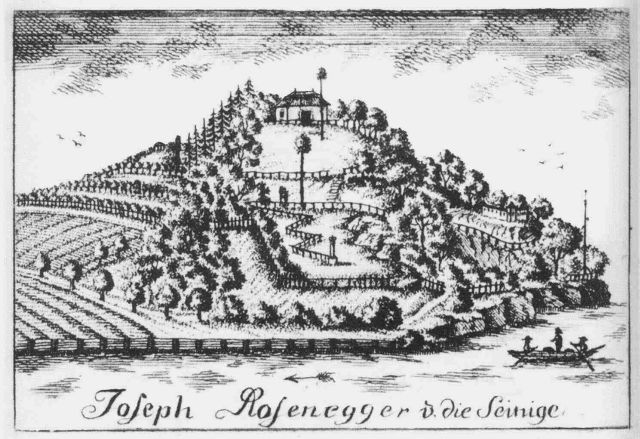
Historische Gartenanlage Bürglstein um 1830

Bei Gartenarbeiten hatte Joseph Rosenegger schon 1791 ein Gräberfeld und auch „mehrere wohl erhaltene Aschentöpfe und Lampen"“ entdeckt. Von den ersten Funden schenkte er der Kaisergemahlin Maria Theresia, als sie 1804 seinen Lustgarten besuchte, einige Münzen und Schmuckstücke. Bernhard Stark, Konservator des Königlichen Antiquariats in München ersuchte Rosenegger um die Erlaubnis, auf dem Gelände graben zu dürfen und konnte tatsächlich einige Urnengräber freilegen. Die Funde stießen auf großes öffentliches Interesse. Christian August Vulpius, der Schwager Goethes, widmete 1820 in der Zeitschrift „Curiositaeten der physisch-literarisch-artistisch-historischen Vor- und Mitwelt zur angenehmen Unterhaltung für gebildete Leser“ den Salzburger Funden einen langen Beitrag.
Rosenegger begann einen schwunghaften Handel mit den römischen Artefakten zu betreiben. Um die starke Nachfrage zu befriedigen, scheute er nicht davor zurück, zum Teil abenteuerliche Fälschungen aus Ton wie auch aus Alabaster zu produzieren. Als Kaiser Franz I. 1816 den Bürglstein besuchte, war er skeptisch gegenüber der Echtheit der Funde. Rosenegger konnte aber erreichen, dass 1833 und 1837 König Ludwig I. von Bayern die Funde aufkaufte, was in Salzburg von „vaterländischen Kreisen“ sehr bedauert wurde. In München wurden die Fälschungen zwar bald als solche identifiziert, aus Rücksicht gegenüber dem König wurde dies aber erst nach dessen Ableben bekannt gemacht. In den 1960er Jahren sind die Fälschungen von einem Kustos der Münchner Staatssammlung vernichtet worden. 1837 verkaufte Rosenegger den ganzen Besitz an den Kaufmann Wilhelm Balde. Dieser setzte die Ausgrabungen fort, und seine von Fälschungen freie Sammlung wurde von Vinzenz Maria Süß 1852 für das Salzburger Museum Carolino Augusteum angekauft, wo sie sich weiterhin befindet. Insgesamt sind über 200 Bestattungen nachgewiesen.

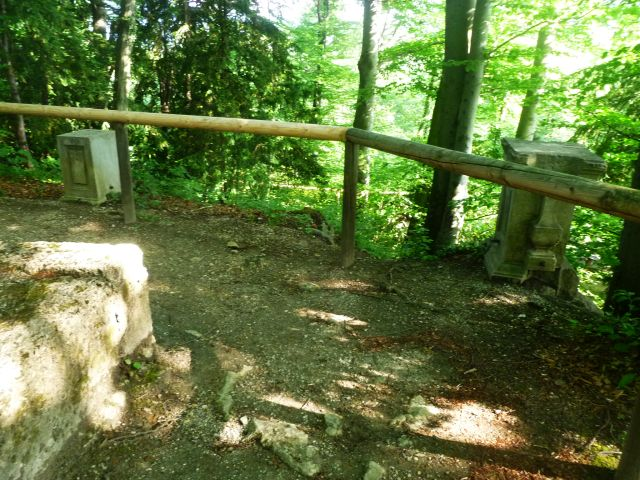
Fundament des Aussichtshäuschens Gloriette (links) und Sockelrest auf dem Bürglstein

Heute ist von den Gartenanlagen auf dem Bürglstein nur wenig erhalten. Auch dieser Berg ist durch mangelhafte oder fehlende Pflege immer mehr verwaldet. Die einstigen Wege sind aber zum Teil noch gut erkennbar, die einstigen Aussichtsterrassen sind ebenfalls erhalten, wenngleich die Aussichten teilweise verwachsen sind. Erhalten ist auch das Fundament des Aussichtshäuschens „Gloriette“. Man kann auf einem kleinen Steig, ausgehend von der Bürglsteinstraße, weiter auf das langgestreckte Plateau des Hügels steigen. Einige erhaltene Sockel von Geländern aus der frühen Gründerzeit stammen wohl aus der Zeit von Fürstin Arenberg. Ein Weg führt vom Plateau weiter in den Rasenpark von Schloss Arenberg, der mit zahlreichen zeitgenössischen Kunstwerken ausgestaltet wird.